# Mendig
Mendig település Németországban, Rajna-vidék-Pfalz tartományban. Lakosainak száma 9108 fő (2023. december 31.).

## Népesség
A település népességének változása:
| Lakosok száma | 7761 | 8585 | 8832 | 8895 | 9032 | 9128 | 9108 |
|               | 1975 | 2014 | 2017 | 2019 | 2021 | 2022 | 2023 |